# Aphidius vaccinii
Aphidius vaccinii är en stekelart som beskrevs av Liu 1977. Aphidius vaccinii ingår i släktet Aphidius och familjen bracksteklar. Inga underarter finns listade i Catalogue of Life.